# Windsurf World Cup 2003
Der Windsurf World Cup 2003 begann mit dem Wave Event in Agüimes (Spanien) am 30. April 2003 und endete mit dem Freestyle World Cup in Kralendijk (Bonaire) am 9. Dezember 2003.

## World-Cup-Wertungen

### Wave
| Rang | Name             | Land                   | Punkte |
| ---- | ---------------- | ---------------------- | ------ |
| 01   | Josh Angulo      | Vereinigte Staaten     | 4068 * |
| 02   | Bjørn Dunkerbeck | Spanien                | 4068   |
| 03   | Vidar Jensen     | Norwegen               | 4052   |
| 04   | Matt Pritchard   | Vereinigte Staaten     | 3953   |
| 05   | Jonas Ceballos   | Spanien                | 3854   |
| 06   | Orjan Jensen     | Spanien                | 3673   |
| 07   | Robby Swift      | Vereinigtes Königreich | 3607   |
| 08   | Julien Taboulet  | Frankreich             | 3574   |
| 09   | Kevin Pritchard  | Vereinigte Staaten     | 3557   |
| 10   | Greg Allaway     | Australien             | 3541   |
| 10   | Jason Polakow    | Australien             | 3541   |

| Rang | Name                 | Land               | Punkte |
| ---- | -------------------- | ------------------ | ------ |
| 01   | Daida Ruano Moreno   | Spanien            | 4200   |
| 02   | Karin Jaggi          | Schweiz            | 4134   |
| 03   | Iballa Ruano Moreno  | Spanien            | 4035   |
| 04   | Nayra Alonso         | Spanien            | 3986   |
| 05   | Anne-Marie Reichmann | Niederlande        | 3953   |
| 06   | Camilla French       | Australien         | 3772   |
| 07   | Ulrike Hölzl         | Österreich         | 1952   |
| 07   | Claudia Rankel       | Österreich         | 1952   |
| 09   | Cilia Swinkels       | Niederlande        | 1886   |
| 09   | Tiffany Ward         | Vereinigte Staaten | 1886   |

### Freestyle
| Rang | Name             | Land                   | Punkte |
| ---- | ---------------- | ---------------------- | ------ |
| 01   | Ricardo Campello | Brasilien              | 6168   |
| 02   | Kauli Seadi      | Brasilien              | 5904   |
| 03   | Robby Swift      | Vereinigtes Königreich | 5871   |
| 04   | Elton Frans      | Bonaire                | 5855   |
| 05   | Everon Frans     | Bonaire                | 5690   |
| 06   | Diony Guadagnino | Venezuela              | 5624   |
| 07   | Remko de Weerd   | Niederlande            | 5459   |
| 08   | Douglas Diaz     | Venezuela              | 5442   |
| 09   | Colin Sifferle   | Neukaledonien          | 5377   |
| 10   | Konan Lang       | Brasilien              | 5311   |

| Rang | Name                 | Land        | Punkte |
| ---- | -------------------- | ----------- | ------ |
| 01   | Daida Ruano Moreno   | Spanien     | 6267   |
| 02   | Karin Jaggi          | Schweiz     | 6201   |
| 03   | Iballa Ruano Moreno  | Spanien     | 6135   |
| 04   | Nayra Alonso         | Spanien     | 4002   |
| 05   | Tanja Emig           | Österreich  | 3969   |
| 06   | Silva Alba           | Spanien     | 3755   |
| 07   | Angela Martinez      | Spanien     | 3739   |
| 08   | Claudia Rankel       | Österreich  | 3673   |
| 09   | Sarah-Quita Offringa | Aruba       | 1968   |
| 10   | Anne-Marie Reichmann | Niederlande | 1952   |

### Race
| Rang | Name                 | Land                   | Punkte |
| ---- | -------------------- | ---------------------- | ------ |
| 01   | Micah Buzianis       | Vereinigte Staaten     | 4101   |
| 02   | Wojtek Brozowski     | Polen                  | 4101   |
| 03   | Antoine Albeau       | Frankreich             | 4035   |
| 04   | Gonzalo Costa Hoevel | Argentinien            | 3936   |
| 04   | Kevin Pritchard      | Vereinigte Staaten     | 3936   |
| 06   | Ross Williams        | Vereinigtes Königreich | 3903   |
| 07   | Sam Ireland          | Australien             | 3771   |
| 08   | Steve Allen          | Australien             | 3738   |
| 09   | Phil McGain          | Australien             | 3639   |
| 10   | Pieter Bijl          | Niederlande            | 3408   |

| Rang | Name               | Land                   | Punkte |
| ---- | ------------------ | ---------------------- | ------ |
| 01   | Dorota Staszewska  | Polen                  | 2100   |
| 02   | Verena Fauster     | Italien                | 2067   |
| 03   | Karin Jaggi        | Schweiz                | 2034   |
| 04   | Christine Johnston | Vereinigtes Königreich | 2001   |
| 05   | Christine Becker   | Deutschland            | 1968   |
| 06   | Lucy Horwood       | Vereinigtes Königreich | 1935   |
| 07   | Sarah Herbert      | Neukaledonien          | 1902   |
| 08   | Marta Hlavaty      | Polen                  | 1869   |
| 09   | Wendy Littel       | Niederlande            | 1836   |
| 10   | Olga Malysheva     | Russland               | 1803   |

### Super-X
| Rang | Name                   | Land                   | Punkte |
| ---- | ---------------------- | ---------------------- | ------ |
| 01   | Kauli Seadi            | Brasilien              | 2100   |
| 02   | Antoine Albeau         | Frankreich             | 2067   |
| 03   | Julian Taboulet        | Frankreich             | 2034   |
| 04   | Ricardo Campello       | Brasilien              | 2001   |
| 05   | Víctor Fernández López | Spanien                | 1968   |
| 06   | Douglas Diaz           | Venezuela              | 1935   |
| 07   | Peter Volwater         | Niederlande            | 1902   |
| 08   | Greg Allaway           | Australien             | 1869   |
| 09   | John Skye              | Vereinigtes Königreich | 1836   |
| 10   | Nicolas Akgazciyan     | Frankreich             | 1803   |

## Podestplatzierungen Männer

### Wave
| Datum               | Ort            | 1. Platz                         | 2. Platz                         | 3. Platz                         |
| ------------------- | -------------- | -------------------------------- | -------------------------------- | -------------------------------- |
| 30.04. – 04.05.2003 | Agüimes        | Wegen zu wenig Welle abgebrochen | Wegen zu wenig Welle abgebrochen | Wegen zu wenig Welle abgebrochen |
| 26.06. – 03.07.2003 | Pozo Izquierdo | Vidar Jensen                     | Jonas Ceballos                   | Bjørn Dunkerbeck                 |
| 20.09. – 28.09.2003 | Sylt           | Kevin Pritchard                  | Josh Angulo                      | Bjørn Dunkerbeck                 |

### Freestyle
| Datum               | Ort            | 1. Platz         | 2. Platz    | 3. Platz         |
| ------------------- | -------------- | ---------------- | ----------- | ---------------- |
| 26.06. – 03.07.2003 | Pozo Izquierdo | Ricardo Campello | Kauli Seadi | Antoine Albeau   |
| 17.07. – 24.07.2003 | Costa Calma    | Robby Swift      | Elton Frans | Diony Guadagnino |
| 03.12. – 09.12.2003 | Kralendijk     | Ricardo Campello | Elton Frans | Douglas Diaz     |

Es wurden außerdem vier Events als Qualifikationswettkämpfe ausgetragen:
| Datum               | Ort                | 1. Platz                      | 2. Platz                      | 3. Platz                      |
| ------------------- | ------------------ | ----------------------------- | ----------------------------- | ----------------------------- |
| 12.04. – 15.04.2003 | Tarifa             | Douglas Diaz                  | Thomas Traversa               | Orjan Jensen                  |
| 19.04. – 24.04.2003 | Leucate            | Wegen zu wenig Wind abgesagt. | Wegen zu wenig Wind abgesagt. | Wegen zu wenig Wind abgesagt. |
| 21.05. – 25.05.2003 | Sant Pere Pescador | Remko de Weerd                | Christian Sammer              | Nicolas Akgazciyan            |
| 07.08. – 08.08.2003 | West Dennis        | Elton Frans                   | Everon Frans                  | Mike Burns                    |

### Race
| Datum               | Ort  | 1. Platz       | 2. Platz         | 3. Platz         |
| ------------------- | ---- | -------------- | ---------------- | ---------------- |
| 05.08. – 09.08.2003 | Łeba | Micah Buzianis | Wojtek Brozowski | Kevin Pritchard  |
| 20.09. – 28.09.2003 | Sylt | Antoine Albeau | Ross Williams    | Wojtek Brozowski |

### Super-X
| Datum               | Ort         | 1. Platz    | 2. Platz       | 3. Platz        |
| ------------------- | ----------- | ----------- | -------------- | --------------- |
| 17.07. – 24.07.2003 | Costa Calma | Kauli Seadi | Antoine Albeau | Julian Taboulet |

## Podestplatzierungen Frauen

### Wave
| Datum               | Ort            | 1. Platz                         | 2. Platz                         | 3. Platz                         |
| ------------------- | -------------- | -------------------------------- | -------------------------------- | -------------------------------- |
| 30.04. – 04.05.2003 | Agüimes        | Wegen zu wenig Welle abgebrochen | Wegen zu wenig Welle abgebrochen | Wegen zu wenig Welle abgebrochen |
| 26.06. – 03.07.2003 | Pozo Izquierdo | Daida Ruano Moreno               | Karin Jaggi                      | Iballa Ruano Moreno              |
| 20.09. – 28.09.2003 | Sylt           | Daida Ruano Moreno               | Karin Jaggi                      | Nayra Alonso                     |

### Freestyle
| Datum               | Ort            | 1. Platz           | 2. Platz    | 3. Platz            |
| ------------------- | -------------- | ------------------ | ----------- | ------------------- |
| 26.06. – 03.07.2003 | Pozo Izquierdo | Daida Ruano Moreno | Karin Jaggi | Iballa Ruano Moreno |
| 03.12. – 09.12.2003 | Kralendijk     | Daida Ruano Moreno | Karin Jaggi | Iballa Ruano Moreno |

Es wurde außerdem ein Event als Qualifikationswettkampf ausgetragen:
| Datum               | Ort    | 1. Platz           | 2. Platz            | 3. Platz    |
| ------------------- | ------ | ------------------ | ------------------- | ----------- |
| 12.04. – 15.04.2003 | Tarifa | Daida Ruano Moreno | Iballa Ruano Moreno | Silvia Alba |

### Race
| Datum               | Ort  | 1. Platz          | 2. Platz       | 3. Platz    |
| ------------------- | ---- | ----------------- | -------------- | ----------- |
| 05.08. – 09.08.2003 | Łeba | Dorota Staszewska | Verena Fauster | Karin Jaggi |